# Дубки (Одинцовський район)
Селище Дубки (рос. Дубки) — селище у Одинцовському районі Московської області Російської Федерації.

## Розташування
Селище Дубки входить до складу міського поселення Кубинка, воно розташовано на захід від Одинцова

## Населення
Станом на 2010 рік у селищі проживало 360 людей